# Bäuerin mit Kuh, Osny
Bäuerin mit Kuh, Osny (französischer Originaltitel: Paysanne gardant une vache, Osny), ist ein Gemälde des impressionistischen Malers Camille Pissarro aus dem Jahr 1883. Es gehört zur Sammlung des Von der Heydt-Museums in Wuppertal, das das Gemälde 1984 erwarb.

## Beschreibung
Das Gemälde zeigt eine junge Bäuerin, die eine Kuh an der Leine hält. Sie steht neben der braunbunten, frontal abgebildeten Kuh, die in der linken Bildhälfte grast, auf einer abgesperrten Weide. Die Bäuerin hat ihre Hände, die die Leine halten, auf dem Rücken. Sie ist im Profil abgebildet und steht in der rechten vorderen Bildhälfte. Sie trägt braune Kleidung, eine Haube und eine blaue Schürze. Der versonnene Blick der Bäuerin geht nach vorn links aus dem Bild hinaus. Die Weide wirkt durch die fein abgestuften Grünnuancen frisch. Durch einen geöffneten Weidezaun, der das Bild im oberen Drittel teilt, ist die Weide von den Anbauflächen der Bauern abgetrennt. Ein Bauer mit rechts geschulterten Arbeitsgeräten ist auf dem Weg in die Weide. Hier steigt das Gelände zum Bauerngehöft an, das am oberen Bildrand angeschnitten dargestellt ist.
Das Werk entstand als Pleinairmalerei.
Pissarros Werk ist mit Leimfarbe auf starkem Papier auf Leinwand ausgeführt und hat das Hochformat 81 × 65 cm. Die Signatur befindet sich unten links: „C. Pissarro 83“. Es trägt die Inventarnummer G 1406 des Wuppertaler Von der Heydt-Museums.
Das Motiv Bäuerin mit Kuh verwendete Pissarro in weiteren Bildern.

## Provenienz und Ausstellungen
Die Provenienz des Gemäldes ist nicht vollständig dokumentiert, in der Gemäldekartei des Von der Heydt-Museums sind folgende Eigentumsverhältnisse vermerkt: Die Pariser Galerie Charpentier erwarb es am 3. Juni 1954 bei einer Auktion. Im Jahr 1984 erwarb das Von der Heydt Museum das Gemälde mit Mitteln der Von der Heydt-Stiftung sowie einem Zuschuss des Landes Nordrhein-Westfalen vom Kunsthandel Wolfgang Bauer in Bremen.
Im Januar 1910 wurde das Bild von Paul Durand-Ruel bei der Ausstellung Tableaux et gouaches de C. Pissarro in seiner Galerie in Paris gezeigt, sowie 2012 in Köln bei Impressionismus: Pastelle, Aquarelle, Zeichnungen und 2014/2015 bei Pissarro – Der Vater des Impressionismus in Wuppertal.